# 1972 na música

## Eventos
- Janeiro - João Ricardo inicia os ensaios com a segunda formação dos Secos & Molhados, com Ney Matogrosso, Marcelo Frias e Gerson Conrad.
- 29 de Janeiro - Fundação da Escola de Samba Capixaba Unidos de Jucutuquara na cidade de Vitória-ES.
- Os membros do Led Zeppelin são impedidos de desembarcar em Singapura pelas autoridades. O motivo alegado foi seus cabelos compridos.
- Rita Lee grava Hoje é o primeiro dia do resto de sua vida
- Jean Michel Jarre grava Deserted Palace
- A banda inglesa Yes lança dois de seus mais importantes albuns: Fragile e Close to the Edge.
- A banda inglesa Black Sabbath lança o seu quarto disco, o Vol. 4, que tem hits como "Tomorrow's Dream", "Supernaut", "Snowblind", "Wheels Of Confusion/The Straightener" e a bela "Changes".
- A Banda Alemã "Scorpions" Lança seu Primeiro CD "Lonesome Crow".
- O Deep Purple lançou no final do ano o seu primeiro disco ao vivo, o Made in Japan, que foi gravado durante uma turnê pelo Japão em Agosto.
- A banda inglesa Pink Floyd lança o álbum Obscured by Clouds, como trilha sonora do filme La Valée.
- É formada a banda de Hard Rock Van Halen
- Em 16 de Outubro, é anunciado o fim do grupo Creedence Clearwater Revival

## Álbuns
- Acabou Chorare, de Novos Baianos
- Amazing Grace, de Aretha Franklin
- Ângela, de Ângela Maria
- Aquilo Bom!, de Luiz Gonzaga
- Ben, de Jorge Ben Jor
- Caetano e Chico juntos e ao vivo, de Caetano Veloso e Chico Buarque
- Clara Clarice Clara, de Clara Nunes
- Close to the Edge de YES
- Clube da Esquina, de Clube da Esquina
- Comportamento Geral, de Gonzaguinha
- A Dança da Solidão, de Paulinho da Viola
- Drama - Anjo Exterminado, de Maria Bethânia
- Elis, de Elis Regina
- Elvis as Recorded at Madison Square Garden, de Elvis Presley
- Elvis Now, de Elvis Presley
- Elza Pede Passagem, de Elza Soares
- Exile on Main St., de Rolling Stones
- Expresso 2222, de Gilberto Gil
- Feel Good, de Ike & Tina Turner
- Foxtrot, de Genesis
- Got to Be There, de Michael Jackson
- He Touched Me, de Elvis Presley
- Hendrix in the West, de Jimi Hendrix
- Honky Château, de Elton John
- Into the Purple Valley, de Ry Cooder
- Let's Stay Together, de Al Green
- Live Cream Volume II, de Cream
- Lô Borges, de Lô Borges
- Machine Head, de Deep Purple
- Mardi Gras, de Creedence Clearwater Revival
- Music of My Mind, de Stevie Wonder
- Paul Simon, de Paul Simon
- Phase III, de The Osmonds
- Quando o Carnaval Chegar, de Nara Leão
- Roberto Carlos, de Roberto Carlos
- Roy Orbison Sings, de Roy Orbison
- Solid Rock, de The Temptations
- Some Time in New York City, de John Lennon e Yoko Ono
- Still Bill, de Bill Withers
- Super Fly, de Curtis Mayfield
- Superstar, de Cauby Peixoto
- There It Is, de James Brown
- The Rise and Fall of Ziggy Stardust and The Spiders From Mars, de David Bowie.
- Thick as a Brick e Living in the Past, de Jethro Tull
- Tim Maia, de Tim Maia
- To Whom It May Concern, de Bee Gees
- Transa, de Caetano Veloso
- Violão Não Se Empresa À Ninguém, de Benito di Paula
- Waka/Jawaka, de Frank Zappa
- Weird Scenes Inside the Gold Mine, de The Doors
- Young, Gifted and Black, de Aretha Franklin

## Nascimentos
| Data            | Nome                  | Profissão                               | Nacionalidade  | Observações | Ref |
| --------------- | --------------------- | --------------------------------------- | -------------- | ----------- | --- |
| 17 de fevereiro | Taylor Hawkins        | baterista                               | Estados Unidos |             |     |
| 17 de fevereiro | Billie Joe Armstrong  | vocalista e guitarrista                 | Estados Unidos |             |     |
| 24 de fevereiro | Chris Fehn            | músico                                  | Estados Unidos |             |     |
| 10 de março     | Timbaland             | cantor e produtor musical               | Estados Unidos |             |     |
| 15 de março     | Mark Hoppus           | cantor, baixista, compositor e produtor | Estados Unidos |             |     |
| 20 de março     | Alexander Kapranos    | músico e cantor                         | Inglaterra     |             |     |
| 25 de março     | Noel Pix              | músico                                  | Alemanha       |             |     |
| 29 de março     | Hera Björk            | cantora                                 | Islândia       |             |     |
| 8 de abril      | Paul Gray             | músico                                  | Estados Unidos | m. 2010     |     |
| 25 de abril     | Rogério Flausino      | cantor e compositor                     | Brasil         |             |     |
| 4 de maio       | Mike Dirnt            | baixista                                | Estados Unidos |             |     |
| 26 de maio      | Sergio Vallín         | guitarrista e compositor do grupo Maná  | México         |             |     |
| 21 de maio      | The Notorious B.I.G.  | rapper                                  | Estados Unidos | m. 1997     |     |
| 27 de maio      | Ivete Sangalo         | cantora                                 | Brasil         |             |     |
| 4 de junho      | Nikka Costa           | cantora                                 | Japão          |             |     |
| 19 de junho     | Dennis Lyxzén         | vocalista, compositor e músico          | Suécia         |             |     |
| 10 de julho     | Tilo Wolff            | cantor, compositor e produtor           | Alemanha       |             |     |
| 6 de agosto     | Geri Halliwell        | cantora                                 | Inglaterra     |             |     |
| 9 de agosto     | Juanes                | cantor                                  | Colômbia       |             |     |
| 4 de setembro   | Carlos Ponce          | cantor e ator                           | Porto Rico     |             |     |
| 7 de setembro   | Mariane               | cantora e apresentadora                 | Brasil         |             |     |
| 7 de setembro   | Slug                  | rapper e produtor                       | Estados Unidos |             |     |
| 8 de setembro   | Roots Manuva          | rapper                                  | Inglaterra     |             |     |
| 20 de setembro  | Rodolfo Abrantes      | cantor e músico                         | Brasil         |             |     |
| 21 de setembro  | Liam Gallagher        | vocalista                               | Inglaterra     |             |     |
| 21 de setembro  | David Silveria        | Baterista                               | Estados Unidos |             |     |
| 17 de outubro   | Eminem                | cantor                                  | Estados Unidos |             |     |
| 17 de outubro   | Tarkan                | cantor                                  | Turquia        |             |     |
| 29 de outubro   | Patrizia Laquidara    | cantora                                 | Itália         |             |     |
| 10 de novembro  | DJ Ashba              | músico                                  | Estados Unidos |             |     |
| 13 de novembro  | Takuya Kimura         | cantor e ator                           | Japão          |             |     |
| 14 de novembro  | Edyta Górniak         | cantora                                 | Polónia        |             |     |
| 22 de novembro  | Eliana                | apresentadora de TV e cantora           | Brasil         |             |     |
| 23 de novembro  | Chris Adler           | Baterista                               | Estados Unidos |             |     |
| 24 de novembro  | Xis                   | rapper                                  | Brasil         |             |     |
| 9 de dezembro   | Tré Cool              | baterista                               | Estados Unidos |             |     |
| 10 de dezembro  | Brian Molko           | vocalista                               | Bélgica        |             |     |
| 10 de dezembro  | Donavon Frankenreiter | cantor e surfista                       | Estados Unidos |             |     |
| 22 de dezembro  | Vanessa Paradis       | cantora e atriz                         | França         |             |     |
| 25 de dezembro  | Josh Freese           | baterista                               | Estados Unidos |             |     |

## Mortes
| Data          | Nome              | Profissão          | Nacionalidade  | Observações | Ref |
| ------------- | ----------------- | ------------------ | -------------- | ----------- | --- |
| 1 de janeiro  | Maurice Chevalier | cantor e humorista | França         | n. 1888     |     |
| 27 de janeiro | Mahalia Jackson   | cantora            | Estados Unidos | n. 1911     |     |
| 20 de Maio    | Silas de Oliveira | compositor         | Brasil         | n. 1916     |     |
| 30 de Agosto  | Dalva de Oliveira | cantora            | Brasil         | n. 1917     |     |